# Condylopodium
Condylopodium, rod glavočika, dio podtribusa Alomiinae. Postoji 6 vrsta, od kojih je 5 kolumbijskih endema

## Opis
Rod Condylopodium uključuje grmolike vrste iz Kolumbije. Karakteriziraju ga veliki listovi s perastim žilama u kombinaciji s preklapajučim ovojim braktejama, cjevastim vjenčićima i vrhovima s proširenom dlakavom bazom i distalno proširenim granama.

## Vrste
1. Condylopodium cuatrecasasii R.M.King & H.Rob.
2. Condylopodium fuliginosum (Kunth) R.M.King & H.Rob.
3. Condylopodium gachalanum S.Díaz & G.P.Méndez
4. Condylopodium hyalinifolium S.Díaz & G.P.Méndez
5. Condylopodium pennellii R.M.King & H.Rob.
6. Condylopodium salinifolium S.Díaz & G.P.Méndez